# Hordak (musikgrupp)
Hordak är ett spanskt folk-/black metal-band från Madrid som startades år 2002. Deras musik låter även som skandinavisk viking metal, vilket visar bandets influenser.

## Medlemmar
Nuvarande medlemmar
- Autumn (Alberto Garcia) – gitarr, sång (2002– )
- Winter – gitarr (2002– )
- A. Mansilla (Antonio Mansilla Tolosa) – basgitarr (2006– )
- J. Sierra (Jesús Sierra) – trummor (2006– )
- L. Mansilla (Luis Eduardo Mansilla Tolosa) – gitarr (2010– )

Tidigare medlemmar
- Vascón – basgitarr (2003–?)
- Ormus (José Luis Frias) – flöjt, säckpipa (2006–2009)

## Diskografi
Demo
- Demo (2003)

Studioalbum
- War Has Just Begun (2005)
- The Last European Wolves (2006)
- Under the Sign of the Wilderness (2011)
- Padre (2016)

Annat
- Árguma / Ophiusa (2018) (delad album: CrystalMoors / Hordak)